# Yvan Desloover
Yvan Desloover (29 juli 1963) is een gewezen Belgische voetballer.

## Carrière
In 1981 maakte de jonge Yvan Desloover zijn debuut bij het KSV Waregem van trainer Sándor Popovics. Toen de Hongaar in 1983 werd vervangen door Urbain Haesaert groeide Waregem uit tot een subtopper in de Eerste Klasse. Ook in de UEFA Cup konden de West-Vlamingen meermaals stunten. Desloover werd in een elftal, dat vooral rekende op het talent van internationals Danny Veyt en Philippe Desmet, een van de grote beloftes.
Desloover bleef ondanks enkele aanbiedingen bij Waregem. In 1987 ontving de club in eigen huis regerend landskampioen RSC Anderlecht. Waregem kwam al gauw 1-0 voor, maar het belang van de wedstrijd maakte die dag plaats voor een zware fout van Desloover. Na een stevige tackle had hij Juan Lozano geblesseerd. De Anderlechtspeler liep een dubbele open beenbreuk op en hoewel hij achteraf nog voetbalde, betekende de blessure het einde van zijn carrière. Desloover werd voor een periode van vier wedstrijden geschorst. De blonde verdediger van Waregem had niet de reputatie een harde speler te zijn, maar toch werd zijn hele carrière overschaduwd door die ene tackle. Nadien volgde er nog een rechtszaak en hele procedureslag. Desloover trok daarin aan het langste eind.
In het seizoen 1992/1993 speelde Desloover erg sterk. Maar een seizoen later kon hij niet voorkomen dat Waregem op de voorlaatste plaats in het klassement eindigde. De club moest degraderen en Desloover zocht na dertien jaar een nieuwe club op. Hij belandde uiteindelijk bij het Sporting Charleroi van trainer Georges Leekens. De ondertussen 31-jarige Desloover was geen vaste waarde in het elftal, maar bleef in totaal toch twee seizoenen bij Charleroi.
In 1996 zette Desloover een stap terug. Hij sloot zich aan bij voetbalclub Standaard Wetteren, waar hij tot 2000 bleef vertoeven.